# Belenois victoria
Belenois victoria is een vlindersoort uit de familie van de Pieridae (witjes), onderfamilie Pierinae.
Belenois victoria werd in 1915 beschreven door Dixey.